# Ūrtādaraq
Ūrtādaraq (persiska: اورتادرق) är en ort i Iran.   Den ligger i provinsen Västazarbaijan, i den nordvästra delen av landet, 400 km väster om huvudstaden Teheran. Ūrtādaraq ligger 2 051 meter över havet och antalet invånare är 136.
Terrängen runt Ūrtādaraq är huvudsakligen kuperad, men norrut är den platt. Runt Ūrtādaraq är det ganska glesbefolkat, med 47 invånare per kvadratkilometer. Närmaste större samhälle är Ḩeydar Bāghī, 9,9 km sydost om Ūrtādaraq. Trakten runt Ūrtādaraq består i huvudsak av gräsmarker.